# Ebrima
Ebrima est une police de caractères linéale créée par Microsoft et distribuée avec Windows 7, Windows 8 et Windows 10 comme police d’interface pour plusieurs écritures africaines : alphabet latin étendu, adlam, bamoum, alphasyllabaire guèze, n’ko, osmanya, tifinagh, vaï. Les caractères latins sont les mêmes que dans la police Segoe UI.